# Ehemaliges staatliches Behördenhaus

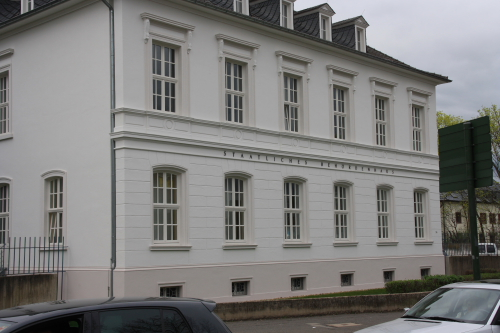
Das Haus

Das ehemalige staatliche Behördenhaus ist ein denkmalgeschütztes Gebäude in Düren (Nordrhein-Westfalen). 
Das Haus steht in der August-Klotz-Straße 24 neben dem Hauptgebäude Polizeiinspektion Düren. In ihm sind Dienststellen der Polizei untergebracht worden, nachdem die vorher dort beheimateten Behörden ausgezogen sind.
Das Gebäude wurde in der Mitte des 19. Jahrhunderts als klassizistische Villa erbaut. Es handelt sich um einen zweigeschossigen traufständigen Bau mit Putzfassade, sechs Fensterachsen und Walmdach.
Das Bauwerk ist unter Nr. 1/021 in die Denkmalliste der Stadt Düren eingetragen.